# Cratere Gareth
Gareth è un cratere sulla superficie di Mimas.